# 사노 카즈마
사노 카즈마(일본어: 佐野 和真, 1989년 4월 28일 ~ )는 일본의 배우이다.
카나가와 현 출신. 스타더스트 프로모션 소속.

## 내력
중학교 3학년 때, 시부야역에서 스카우트되었다.

## 출연

### 드라마
- 토요 와이드 극장 법의학 교실의 사건 파일 21 ~ 42 (2005년 6월 ~ 2016년 9월, TV 아사히) - 니노미야 아이스케 역
- 정말 좋아! 다섯 쌍둥이 GO!! (2005년 7월 ~ 9월, TBS) - 시바하라 하야토 역
- 꽃보다 남자 제1화 (2005년 10월 21일, TBS)
- 거짓의 화원 (2006년 4월 ~ 6월, 토카이 TV) - 하야세가와 신이치 역
- 사랑하는 일요일 제3시리즈 제5화 〈다시 만나는 날까지〉 (2007년 2월 3일, BS-i) - 카이 히로유키 역
- 모래시계 (2007년 3월 ~ 6월, TBS) - 키타무라 다이고 역
- 어깨너머의 연인 (2007년 7월 ~ 9월, TBS) - 아키야마 타카시 역
- 괴담신이대 스페셜 오른쪽 〈소 여자〉 (2007년 7월 7일, BS-i)
- 풀 스윙 (2008년 1월 ~ 2월, NHK 종합) - 사에키 유 역
- 도쿄 소녀 세피아 편 〈신문 소녀〉 (2008년 2월 17일, BS-i)
- NEW TYPE~단지, 사랑을 위해서~ 제1화 〈신이 될 수 없었던 사람들이여〉 (2008년 3월 27일, TBS)
- 도쿄 소녀 야마시타 리오 제3화 〈안녕 스케치〉 (2008년 4월 19일, BS-i) - 기억 상실의 청년 역
- Around40 최종화 (2008년 6월 20일, TBS)
- 갈릴레오Φ (2008년 10월 4일, 후지 TV) - 쿠사나기 슌페이(학생 시절) 역
- 괴담신이대 스페셜 뒤쪽 〈기억〉 (2009년 7월 9일, BS-i) - 싱고 역
- 오토멘 (2009년 8월 ~ 11월, 후지 TV) - 타치바나 쥬타 역
- 도쿄 소녀 후쿠나가 마리카 제3화 〈보고 싶어〉 (2008년 12월 20일, BS-i) - 미남 점원·유야 역
- 휴대폰 수사관 7 제36 ~ 37화 (2009년 1월 14일 ~ 21일, TV 도쿄) - 오오에 타츠로 역
- 갓 핸드 테루 제3화 (2009년 4월 25일, TBS) - 야구치 토시히코 역
- 인디고의 밤 제58 ~ 61화 (2010년 3월 26일 ~ 31일, 토카이 TV) - 카즈야 역
- 텀블링 제8 ~ 9화 (2010년 6월 5일 ~ 12일, TBS) - 야시로 코이치 역
- 해머 세션! (2010년 7월 ~ 9월, TBS) - 후지이 케이스케 역
- 벚꽃 심중 (2011년 2월 ~ 4월, 토카이 TV) - 오시카와 리쿠오 역
- 9밤 연속 스페셜 드라마 벚꽃으로부터의 편지~AKB48 각각의 졸업 이야기~ (2011년 3월 4일, 닛폰 TV)
- 유류수사 제4화 (2011년 5월 4일, TV 아사히) - 타오카 코지 역
- 스즈코의 사랑 (2012년 1월 ~ 3월, 토카이 TV) - 하루오 역
- 시라토 오사무의 사건부 제3 ~ 4화 (2012년 2월 10일 ~ 17일, TBS) - 시미즈 히로시 역
- 스페셜 드라마 내일을 포기하지 않아…잔해 속의 신문사~카호쿠 신문의 가장 긴 날~ (2012년 3월 4일, TV 도쿄) - 나카지마 역
- 나의 여름방학 (2012년 7월 ~ 8월, 토카이 TV) - 카미죠 에이지로 역
- 비기너즈! 제3화 (2012년 7월 26일, TBS) - 무카이 히데키 역
- 기묘한 이야기 2012년 가을 특별편 〈상석의 연인〉 (2012년 10월 6일, 후지 TV) - 콘도 요시키 역
- BAD BOYS J (2013년 4월 ~ 6월, 닛폰 TV) - 노무라 유타카 역
- 형사 110킬로 제7화 (2013년 6월 6일, TV 아사히) - 신죠 역
- SHARK 제1화 (2014년 1월 11일, 닛폰 TV)
- 프리미엄 드라마 아버지는 고교생 (2014년 3월 16일, NHK BS 프리미엄) - 이시카와 마나부 역
- 월요 골든 세타가야 주재 형사 2 (2014년 4월 7일, TBS) - 미시마 싱고 역
- 가족 사냥 (2014년 7월 ~ 9월, TBS) - 이시쿠라 테츠야 역
- 도쿄 특허 허가국 제14화 (2014년 9월 8일, NHK 교육 텔레비전)
- 요시와라의 도신 제11화 (2014년 9월 11일, NHK 종합) - 미조로기 역
- 내버려둘 수 없는 마녀들 Episode 6 ~ 9 (2014년 10월 6일 ~ 31일, 토카이 TV) - 칸자키 타쿠마 역
- 검은 옷 이야기 제1화 (2014년 10월 24일, TV 아사히) - 히데토 역
- 수요 미스터리 9 〈최강의 법정〉 (2015년 1월 14일, TV 도쿄) - 아오키 켄이치 역
- 연속 드라마 W 예고범 -THE PAIN- (2015년 6월 ~ 7월, WOWOW)
- 마지스카 학원 5 (2015년 8월 ~ , 닛폰 TV) - 미야자키 역
- 온나미치 제5화 (2015년 9월 1일, NHK BS 프리미엄)
- 야마모토 슈고로 인정 시대극 제3화 〈츠리시노부〉 (2015년 11월 3일, BS 재팬)
- 시간을 달리는 소녀 제1 ~ 2화 (2016년 7월 9일 ~ 16일, 닛폰 TV) - 아카기 류 역

### 영화
- 박사가 사랑한 수식 (2006년, 아스믹 에이스)
- 붉은 문화 주택의 하츠코 (2007년, 슬로 러너) - 미시마 역
- 도쿄 소녀 (2008년, 엠 에프 박스) - 미야타 토키지로 역
- 이키가미 (2008년, 토호) - 타키자와 나오키 역
- 뉴타입 오직, 사랑으로 (2008년, 엠 에프 박스) - 아키야마 카즈히로 역
- 여자 아이 이야기 (2009년, IMJ 엔터테인먼트/에이벡스 엔터테인먼트) - 신 역
- 음악인 (2010년, Thanks Lab.) - 주연·아오이 역
- 야지마 미용실 THE MOVIE ~꿈을 붙잡아 네바다~ (2010년, 쇼치쿠) - 켄 역
- 우주에서 가장 제멋대로인 별 (2010년, 요시모토 크리에이티브 에이전시) - 타케우치 역
- 가치반 시리즈 (AMG 엔터테인먼트) - 모리 몬지 역
  - 가치반 얼티미트 (2011년)
  - 가치반 얼티메이텀 (2011년)
  - 가치반 얼티메이텀 2 (2011년)
  - 가치반 서프레머시 (2013년) - 주연
  - 가치반 서프레머시 2 (2013년) - 주연
  - 가치반 익스펜디드 (2013년)
  - 가치반 크로니클 (2014년) - 주연
- 아바타 (2011년, 우즈마사) - 야마노우치 역
- 스위치를 누를 때 (2011년, 페이스 투 페이스/리베로) - 코사카 나오토 역
- 진·토끼-야성의 투패 (2013년, 솔리드 피처) - 주연·타케다 슌 역
- 극장판 BAD BOYS J -최후에 지킬 것- (2013년, 쇼게이트) - 노무라 유타카 역
- 근거리 연애 (2014년, 토호 영상 사업부) - 사토 사키 역
- 전개의 노래 (2015년, 클러스터) - 주연·타다노 켄이치 역